# Odette du Puigaudeau
Odette du Puigaudeau (* 20. Juli 1894 in Saint-Nazaire; † 19. Juli 1991 in Rabat, Marokko) war eine französische Schriftstellerin und Entdeckungsreisende.

## Leben
Odette du Puigaudeau kam als Tochter des impressionistischen Malers Ferdinand du Puigaudeau (1864–1930) und der Porträtzeichnerin Henriette van den Brouke zur Welt. Die Baroness wuchs in einer begüterten Familie auf. Die Vorfahren ihrer Mutter waren durch den Handel mit den Antillen zu Wohlstand gekommen, väterlicherseits war sie mit dem Schriftsteller Alphonse de Châteaubriant verwandt. Das abgelegene Gut der du Puigaudeaus in der Bretagne diente während des Ersten Weltkrieges als Zufluchtsort für Künstlerkollegen, Schriftsteller und Musiker aus Paris. Früh brachte ihr der Vater das Zeichnen bei, ihre Eltern unterrichteten sie unter anderem in Geographie, Botanik und Naturkunde. Odette du Puigaudeau verlebte eine für jene Zeit untypische Kindheit. Als Kind unternahm sie mit ihrem Vater ausgiebige Streifzüge durch die Natur. Bereits mit acht Jahren lernte sie den Umgang mit einem Gewehr, später begleitete sie ihn auch bei der Jagd.
1920 ging sie – gegen den Willen des Vaters – nach Paris und studierte an der Sorbonne Meereskunde. Ihren Lebensunterhalt bestritt sie als wissenschaftliche Illustratorin für Museen und Forschungsinstitute, für das Modehaus Lanvin entwarf sie erfolgreich Kleider. In jener Zeit entstanden auch erste Reportagen für eine Zeitschrift, so begleitete sie etwa 1929 bretonische Thunfischfänger bei der Arbeit.
Im Alter von 39 Jahren brach sie mit ihrer Freundin Marion Sénones an Bord eines Langustenfangschiffes nach Mauretanien auf, als es für Frauen noch nicht selbstverständlich war, ohne männliche Begleitung zu reisen. 1934 durchquerten sie acht Monate zu Fuß und auf dem Rücken von Kamelen auf weitgehend unbekannten Routen die Wüste Mauretaniens, erlebten den Alltag der Nomaden und nahmen an traditionellen Festen teil. Ihr Reisebuch Pieds nus à travers la Mauritanie, das 2006 unter dem Titel Barfuß durch Mauretanien auch in deutscher Übersetzung erschien, fand große Beachtung und wurde von der Académie française ausgezeichnet. Drei Jahre später reiste du Puigaudeau in Begleitung von Sénones erneut nach Westafrika, diesmal im Auftrag zweier Ministerien und des französischen Museums für Naturgeschichte. Ihre zweite Reise führte sie bis nach Timbuktu, auf dem Rückweg schlossen sie sich der Salzkarawane an. Das Jahr 1937 ist in Mauretanien heute noch als das „Jahr der zwei weißen Frauen“ bekannt. Während Marion Sénones vor allem Menschen fotografierte und zeichnete, dokumentierte Odette du Puigaudeau mit dem Zeichenstift bislang unbekannte Höhlenmalereien und die Architektur alter Karawanenstädte ebenso wie Kunsthandwerk, Waffen und Alltagsgegenstände der Nomaden. Weitere Reisepläne wurden durch den Ausbruch des Zweiten Weltkrieges durchkreuzt.
Erst 1949 unternahm du Puigaudeau eine dritte große Reise von Marokko nach Mauretanien. Zu ihrer Enttäuschung erlebte sie die französische Kolonialmacht nun als Unterdrücker und sah die Nomadenkultur dem Untergang geweiht. Bis Mitte der 1950er Jahre erschienen sieben weitere Bücher du Puigaudeaus und über 150 Veröffentlichungen in Fachzeitschriften. In der Phase der Entkolonialisierung unterstützte sie marokkanische Politiker, die gegen eine staatliche Unabhängigkeit Mauretaniens eintraten, da du Puigaudeau dadurch eine Zerstörung der traditionellen Weidewege und Karawanenrouten befürchtete. Im Alter lebte sie mit Marion Sénones, die zu ihrer Lebensgefährtin geworden war, in Rabat, wo sie 1961 als Redakteurin Hörfunk-Sendungen für Mauretanien und Subsahara-Afrika betreute. Bis zu ihrer Pensionierung mit 84 Jahren arbeitete sie in einer Museumsabteilung für Frühgeschichte. Odette du Puigaudeau starb 1991 einen Tag vor Vollendung ihres 97. Lebensjahres.

## Veröffentlichungen
- Pieds nus à travers la Mauritanie, 1936 (Neuauflage 1992)
  - deutsch: Barfuß durch Mauretanien. Zwei wagemutige Abenteurerinnen durchqueren die Wüste (Übersetzt von Ilse Rothfuss). Frederking und Thaler / Malik, München 2006 / 2009, ISBN 3-89405-279-1 (= National Geographic Adventure Press: Reisen, Menschen, Abenteuer).
- La grande foire aux dattes, 1937
- Le sel du désert, 1940 (Neuauflage 2001)
- La route de l'Ouest (Maroc-Mauritanie), 1945
- Grandeur des îles, 1946 (Neuauflagen 1989 und 1996)
- Mon ami Rachid, 1948
- Tagant, 1949 (Neuauflage 1993)
- La piste Maroc-Sénégal, 1954
- Le passé maghrébin de la Mauritanie, 1962